# Młyniec Drugi
Młyniec Drugi – wieś w Polsce położona w województwie kujawsko-pomorskim, w powiecie toruńskim, w gminie Lubicz.

## Charakterystyka

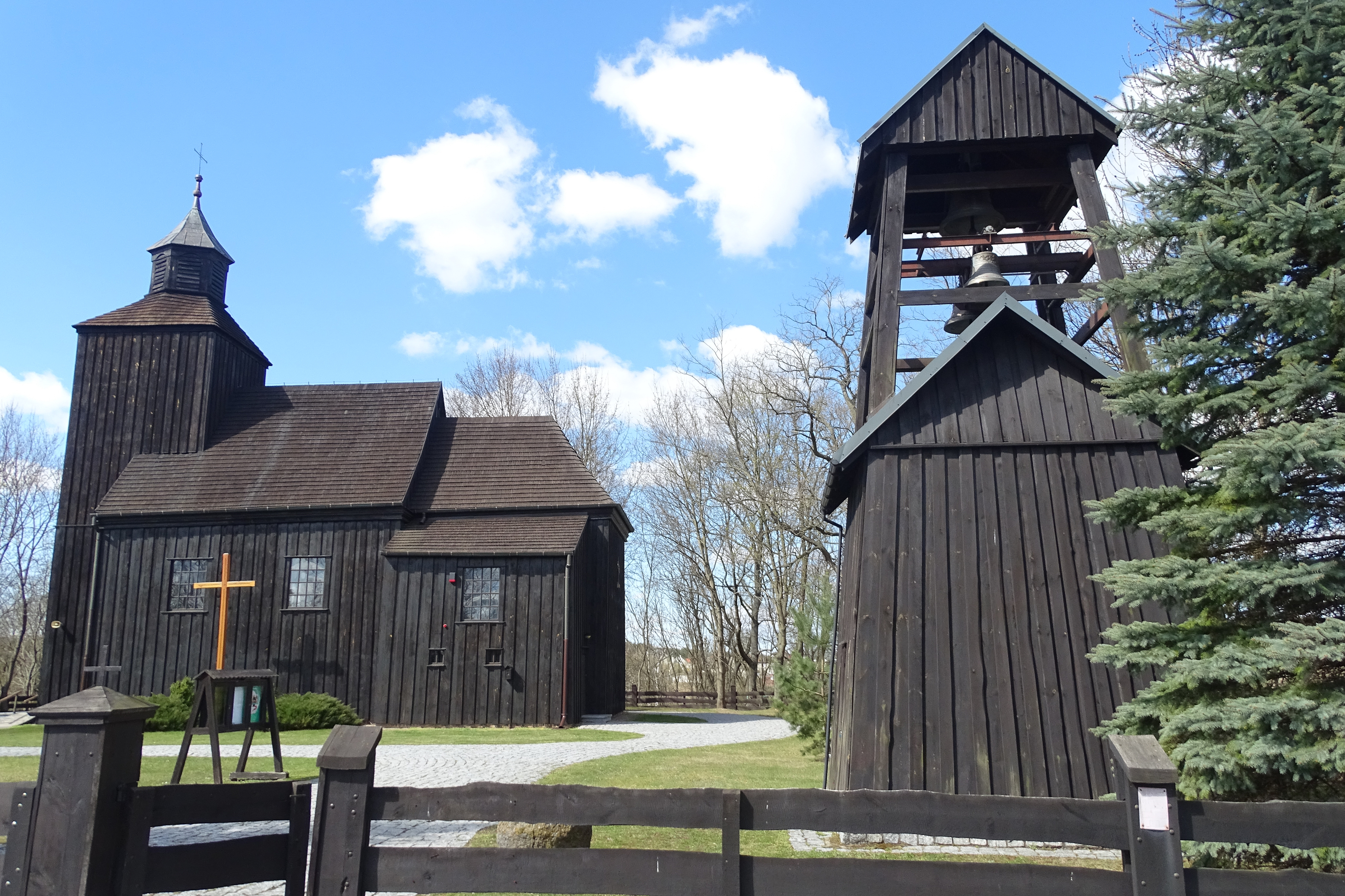
Kościół św. Ignacego

W latach 1975–1998 miejscowość administracyjnie należała do województwa toruńskiego.
Od XVI wieku wieś należała do toruńskich benedyktynek. W 1611, za rządów ksieni Magdaleny Mortęskiej wzniesiono tu kaplicę. Jeszcze w 1. połowie XVII wieku wieś została zakupiona przez jezuitów, którzy w 1750 wznieśli zachowany do dzisiaj drewniany kościół.